# Cymodusa
Cymodusa är ett släkte av steklar som beskrevs av Holmgren 1859. Cymodusa ingår i familjen brokparasitsteklar.

## Dottertaxa tillCymodusa, i alfabetisk ordning[1][2]
- Cymodusa abasica
- Cymodusa aenigma
- Cymodusa ambigua
- Cymodusa ancilla
- Cymodusa antennator
- Cymodusa atra
- Cymodusa australis
- Cymodusa borealis
- Cymodusa clypearis
- Cymodusa columbiensis
- Cymodusa combinator
- Cymodusa convergator
- Cymodusa cruentata
- Cymodusa declinator
- Cymodusa distincta
- Cymodusa dravida
- Cymodusa exilis
- Cymodusa jaceki
- Cymodusa josephi
- Cymodusa kasparyani
- Cymodusa leucocera
- Cymodusa longiterebra
- Cymodusa melanocera
- Cymodusa montana
- Cymodusa nicolei
- Cymodusa nigra
- Cymodusa nigripes
- Cymodusa oculator
- Cymodusa orientalis
- Cymodusa partis
- Cymodusa parva
- Cymodusa petiolaris
- Cymodusa propodeata
- Cymodusa ruficincta
- Cymodusa rufiventris
- Cymodusa santoshae
- Cymodusa shiva
- Cymodusa taprobanica
- Cymodusa tibialis